# Rawa (Fluss)
Die Rawa ist ein 19,6 km langer Fluss in Polen mit einem Einzugsgebiet von 89,8 km².
Der Fluss entspringt im Marcin-Teich in Ruda Śląska und fließt durch die Städte Świętochłowice (Schwientochlowitz), Chorzów (Königshütte), Katowice (Kattowitz) und Sosnowiec (Sosnowitz) und mündet dort in den Fluss Brynica (850 m vor deren Mündung in die Przemsa). 
Wegen starker Verschmutzung durch die Industrie und des damit verbundenen Gestanks wurden große Teile des Flussverlaufs in den 1970er und 1980er Jahren in unterirdische Kanäle geleitet.
Die Rawa gehört zum Einzugsgebiet der Weichsel.

## Rawa in Kattowitz

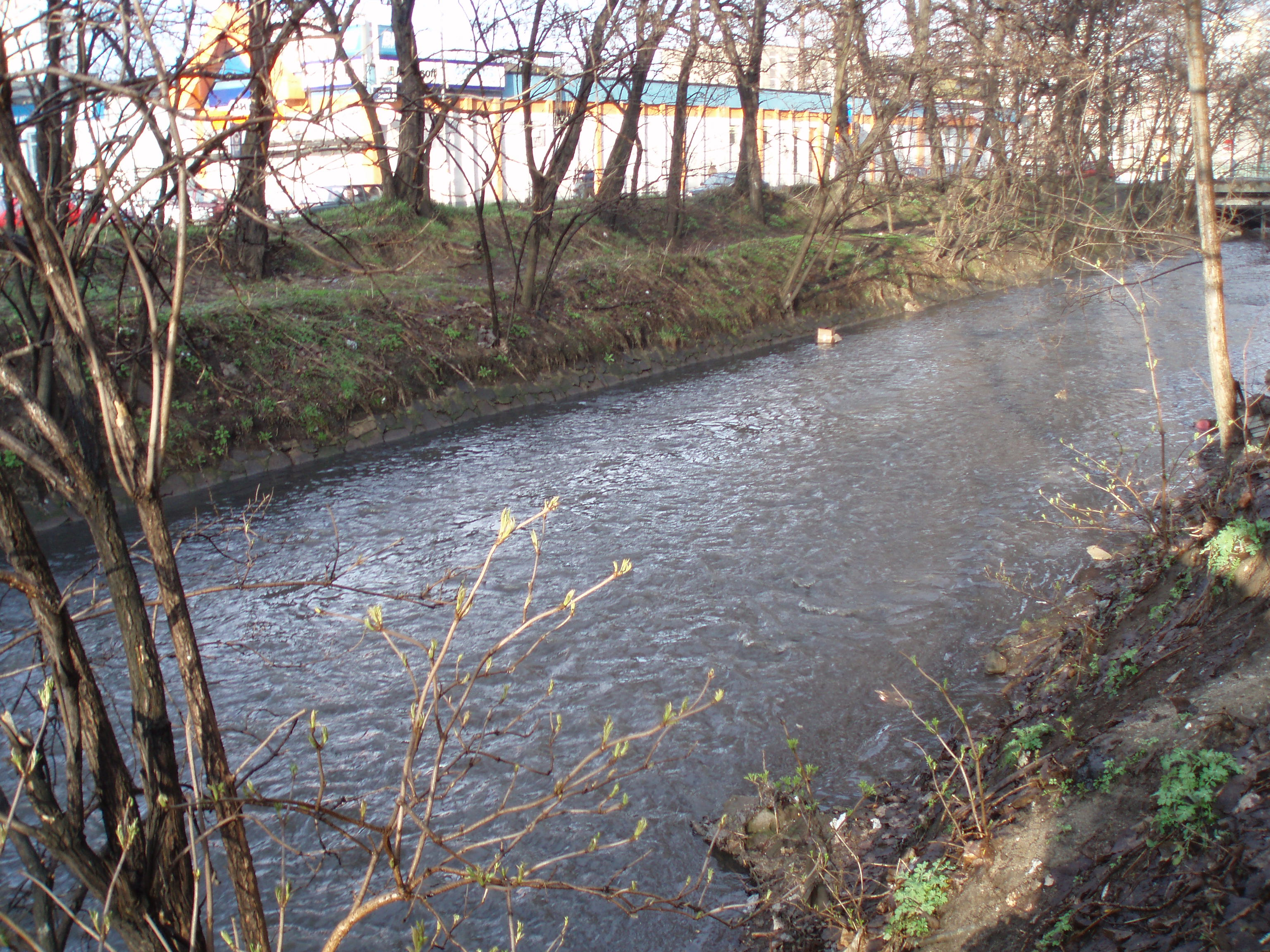
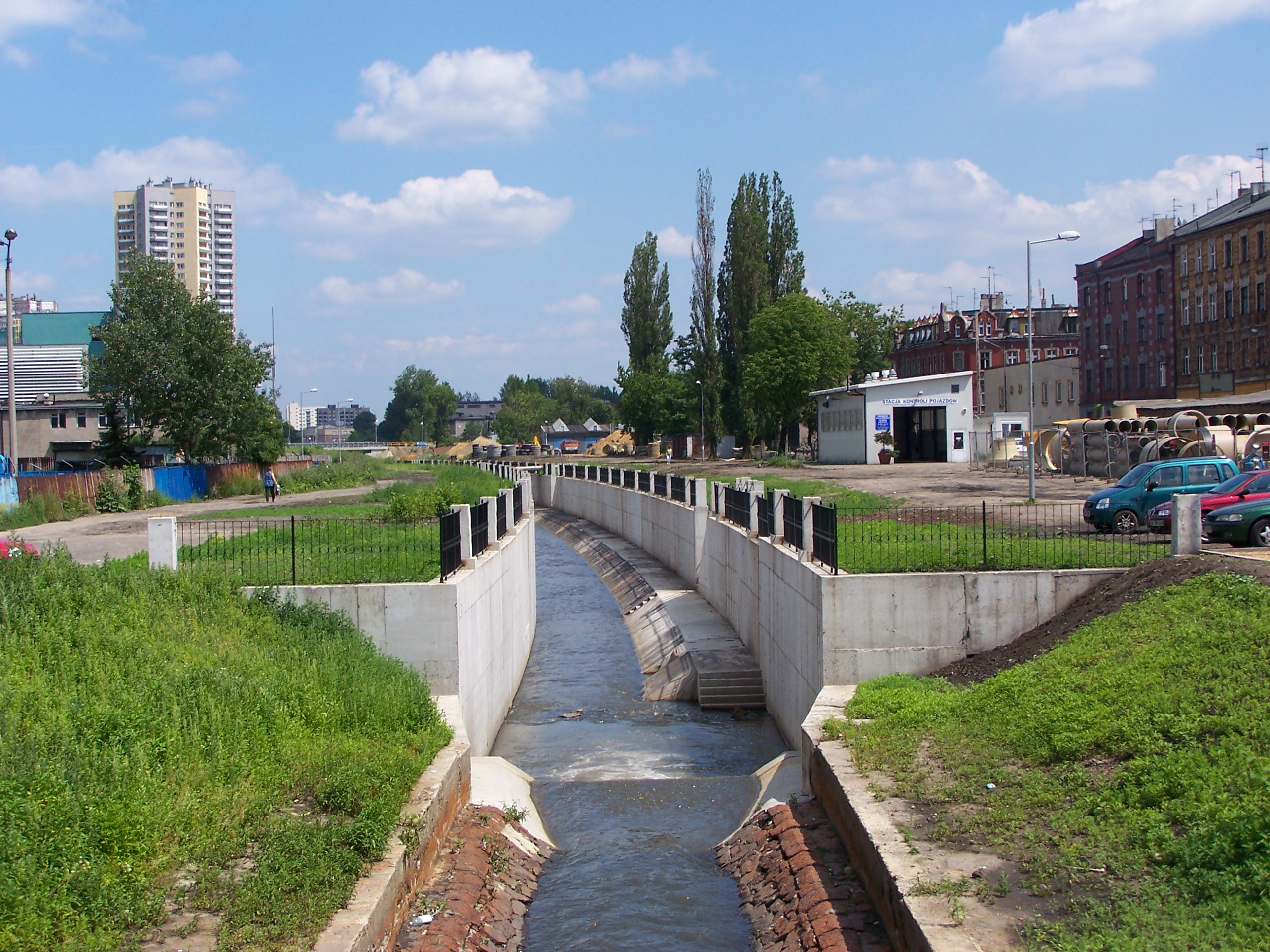
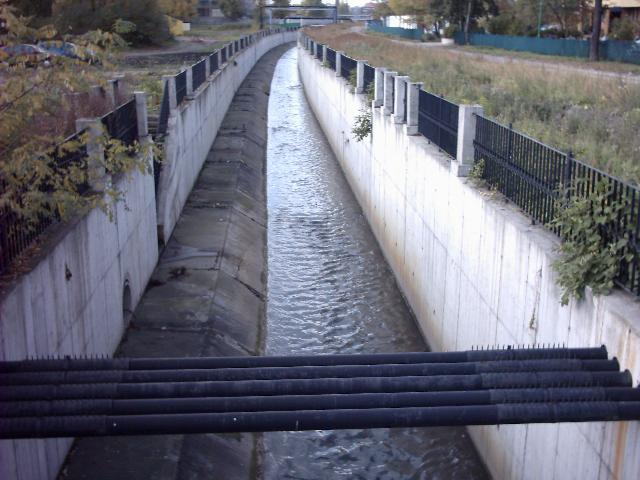
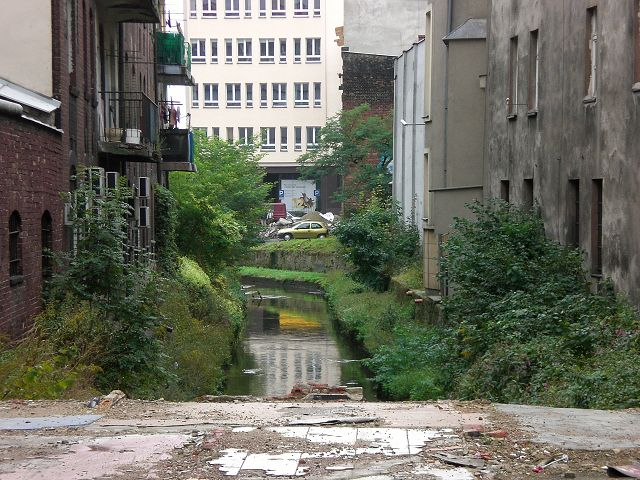
Die Rawa in Höhe des Schlesischen Museums
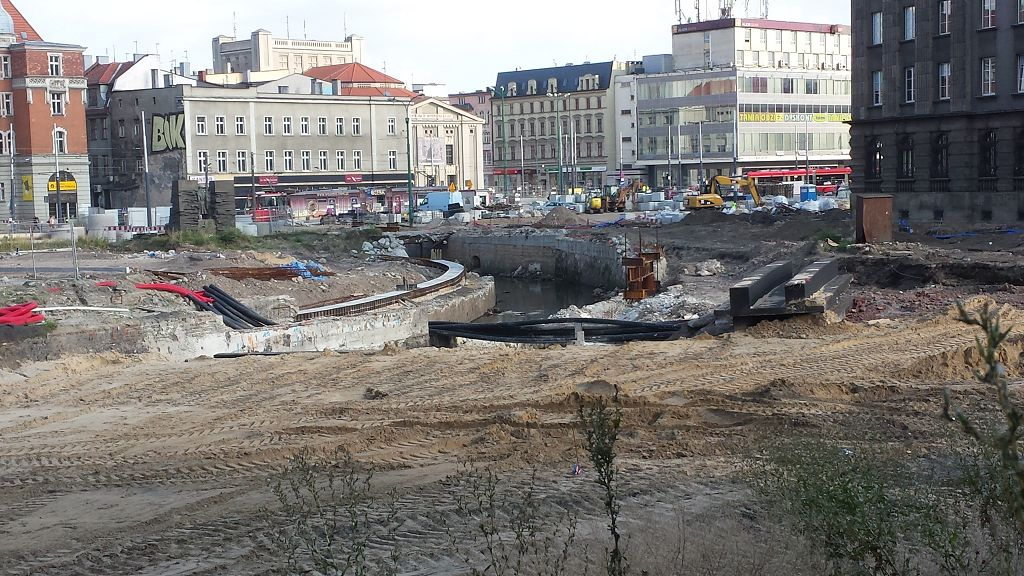
Die Rawa unter dem Rynek in Katowice